# Josep Gumilla i Moragues
El pare Josep Gumilla i Moragues (Càrcer, Ribera Alta, 3 de maig de 1686 - Los Llanos, 16 de juliol de 1750) va ser un missioner jesuïta, escriptor i explorador espanyol que va explorar la conca del riu Orinoco i va escriure, a més d'altres obres, un llibre fonamental i de gran valor històric sobre aquest riu: El Orinoco ilustrado y defendido. Historia natural, civil y geográfica de este gran río y de sus caudalosas vertientes.

## Biografia

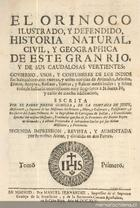
Gumilla va deixar una important documentació sobre el món indígena a Veneçuela.

Va néixer el 3 de maig de 1686 a Càrcer i va morir en algun lloc de los Llanos veneçolans el 16 de juliol de 1750. Va formar part d'una expedició de missioners jesuïtes que va arribar al Nou Regne de Granada en 1705, quan comptava 19 anys d'edat. Va estudiar Filosofia i Teologia en la Universitat Javeriana de Bogotà i va treballar el 1714 a Tunja (Boyacá, a l'actual Colòmbia) abans de convertir-se en missioner a la regió dels Llanos de l'Orinoco.

### Els Llanos de l'Orinoco
La seva labor missionera a l'extensa conca de l'Orinoco va ser la meta més important de tota la seva vida fins al moment de la seva mort el 1750, és a dir, 35 anys des de l'inici de la seva labor com a missioner, fins al punt que, després d'haver complert responsabilitats molt importants dins de la Companyia de Jesús i haver exercit el càrrec de rector del Col·legi de Cartagena, superior de l'Orde (1724 - 1730), viceprovincial del Nou Regne per uns mesos i procurador davant Madrid i Roma (1738 - 1743) va tornar promptament d'Europa amb set jesuïtes més, i es va dirigir de seguida a la seva benvolguda terra de l'Orinoco, on va passar els últims 7 anys vivint com a ermità, en una espècie de retir voluntari, la qual cosa explica que sigui una època de la qual se sap molt poc.

### La seva labor missionera
El Pare Gumilla va ser un home d'acció i un investigador minuciós de les ciències naturals, de la medicina indígena, de la Geografia, l'Economia i dels idiomes dels pobladors de la conca de l'Orinoco. Va fundar diverses poblacions en els rius Apure, Meta i en el mateix Orinoco. Segons els seus contemporanis, la seva disposició de servei i les seves habilitats no tenien límits: el mateix feia de fuster i paleta, escultor i pintor, que d'advocat o metge.

### Valor de la seva obra científica
Encara que el segle xviii va ser el de la Il·lustració, podríem dir que José Gumilla es va avançar molt al seu temps en aquest sentit, tenint en consideració que va viure en la primera meitat d'aquest segle i el màxim desenvolupament científic va correspondre a la segona meitat d'aquest. Les seves notes sobre la Història Natural de l'Orinoco van servir durant molt de temps, com a necessària referència per a tots els científics interessats en la naturalesa de la zona intertropical, incloent, òbviament, a Alexander von Humboldt i molts altres viatgers del segle xix. Va investigar especialment la fauna i flora de l'Orinoco, traçant mapes i dibuixos que incloïa en les seves obres.
El fet que la principal obra de Gumilla,, El Orinoco ilustrado y defendido... fos durant molt de temps una obra enciclopèdica única en el món, àmpliament utilitzada per científics, viatgers i exploradors, va minimitzar el valor d'altres obres del Pare Gumilla que tractaven temes diversos. Aquest és el cas d'una obra relativament poc coneguda que desenvolupa un projecte seu sobre la colonització de l'Orinoco amb pobladors procedents d'Espanya. Però no feia referència a colons o pobladors comuns i corrents sinó a presos i dones de malament viure que, en contacte amb la naturalesa primigènia de l'Orinoco, esmenarien la seva vida i progressarien social, econòmica i, sobretot, moralment. Una idea roussoniana, evidentment, encara que el Pare Gumilla va ser diverses dècades anterior a l'obra de Rousseau: l'home és bo per naturalesa i la vida i la societat poden influir sobre ell de mala manera, per la qual cosa un "retorn" a la naturalesa seria una espècie de capellà o sanació per a la seva ànima i el seu cos. Els detalls d'aquest procés de poblament van ser acuradament indicats per Gumilla: el manteniment inicial d'aquests pobladors es faria amb base en la pesca fluvial, tan abundant a l'Orinoco i en els seus afluents llaners; després l'agricultura, l'artesania i el comerç incipient farien la resta. El minuciós d'aquest projecte, sobretot en els inicis pràctics d'aquest, es basava en la pròpia experiència que Gumilla va tenir sobre el terreny. Assenyalava que: el primer dia (sic) els colons pescarien prou per a molt de temps, salant després tot el que no anessin a consumir immediatament i a partir d'aquí, la recol·lecció de fruits silvestres i l'agricultura serien la base de la seva manera de vida i de la seva indústria i creixement.

## Transcendència
La insistència de Gumilla en l'exploració i colonització de la conca de l'Orinoco en lloc de preocupar-se per la seva vida dins de la Companyia de Jesús, en la qual va aconseguir posats de la màxima responsabilitat, unida al fet de l'expulsió dels jesuïtes poc temps després van venir a minimitzar l'interès per l'obra per ell realitzada. I no obstant això, aquesta insistència, entre altres raones, és la que explica, sens dubte, que Colòmbia posseeixi ara el 35% de la conca de l'Orinoco. El principi del Uti possidetis juris que es va mantenir com a idea en la partició del territori espanyol a Amèrica entre les noves repúbliques que anaven apareixent, va resultar fonamental en el traçat d'una delimitació una mica estranya i, aparentment, fortuïta. La penetració dels jesuïtes en la conca de l'Orinoco (Josep Gumilla, Filippo Salvatore Gilii, Bernardo Rotella i altres) va significar, de la mateixa forma que els caputxins valencians en la península de la Guajira, un guany de territori per part de l'actual Colòmbia, abans Nova Granada, i una pèrdua del mateix per part de Veneçuela. Per descomptat, es tractava d'una expansió realitzada pels missioners i no per part de civils o militars. Però a l'hora de redistribuir el territori segons el principi del Uti possidetis juris (Com posseïu, continuareu posseint), va tenir molta importància el fet que, tant els jesuïtes de l'Orinoco com els caputxins de la Guajira, procedien de la Nova Granada: els missioners van fundar poblacions (els anomenats pobles de missió) però el poder civil i territorial, seguia a vegades a l'eclesiàstic en els territoris americans.
Actualment es coneix amb el seu nom a la Fundació Centro Gumilla, primer centre de reflexió i acció social dels jesuïtes a Amèrica Llatina, situat a Caracas des de 1968 quan va ser fundada pel pare Manuel Aguirre sj.